# NGC 2417
NGC 2417 este o galaxie spirală situată în constelația Carena. A fost descoperită în 8 martie 1836 de către John Herschel. Se află la o distanță de 53,46 de megaparseci de Pământ.